# Impulso específico
Impulso específico é uma medida de eficiência de jatos. Pelo uso de unidades não-científicas, o impulso específico é medido em unidades de tempo, quando o lógico seria medir em unidades de velocidade.

## Definição
O impulso específico é usado na equação do foguete, baseada nas leis de Newton, conforme:
{\displaystyle \mathrm {F_{\rm {jato}}} =I_{\rm {sp}}\cdot {\frac {\Delta m}{\Delta t}}\cdot g_{\rm {0}}\,}
onde:
Fjato é a força obtida pelo jato.
Isp é o impulso específico.
{\displaystyle {\frac {\Delta m}{\Delta t}}} é o fluxo de massa (a queima de combustível), em unidades de massa por tempo.
g0  é a aceleração da gravidade na superfície da Terra.
Ao se usar unidades consistentes, obtém-se um impulso específico em unidades de tempo. O único motivo de entrar g0 na fórmula é porque nos Estados Unidos ainda se usa libra tanto como unidade de massa como unidade de força, e, historicamente, Isp foi definido nessas unidades.

## Dedução
Imagine-se que, em determinado instante, o foguete queima uma quantidade {\displaystyle \Delta m}, que sai do foguete com velocidade relativa {\displaystyle I_{\rm {sp}}\cdot g_{\rm {0}}}. Pela terceira lei de Newton, o foguete vai ganhar um {\displaystyle \Delta V} (no sentido oposto), e podemos escrever que o centro de massa do sistema foguete + combustível não mudou sua velocidade, ou seja:
{\displaystyle M\cdot \Delta V=I_{\rm {sp}}\cdot g_{\rm {0}}\cdot \Delta m}
Pela segunda lei de Newton, a força exercida sobre o foguete se expressa como {\displaystyle {\frac {M\cdot \Delta V}{\Delta t}}}, e, substituindo-se uma expressão na outra, chega-se à equação desejada.